# Acanthoxyla geisovii
Acanthoxyla geisovii är en insektsart som först beskrevs av Johann Jakob Kaup 1866.  Acanthoxyla geisovii ingår i släktet Acanthoxyla och familjen Phasmatidae. Inga underarter finns listade i Catalogue of Life.